# František Kafka
František Kafka (5. prosince 1909, Louňovice pod Blaníkem – 22. listopadu 1991, Praha) byl český spisovatel a překladatel.

## Život
Mládí prožil v Divišově, absolvoval gymnázium a obchodní akademii v Hradci Králové, Právnickou fakultu UK v Praze.
Po studiích pracoval jako advokátní koncipient, advokát a novinář. V letech 1941–1945 byl vězněn v koncentračních táborech v Polsku. Po osvobození tábora v lednu 1945 vstoupil do 1. čs. armádního sboru. Následně se stal prvním tajemníkem košické vlády a úředníkem ministerstva průmyslu. V 60. letech po těžké nemoci odešel do invalidního důchodu a začal pracovat jako překladatel a spisovatel, ovšem publikoval již od 30. let články, fejetony, cestopisy, detektivky.
Na počátku 80. let se věnoval pražské německé literatuře a židovské literatuře. Příležitostně psal scénáře pro film (Vražda před večeří, 1972). Jeho bratr Ota Kafka byl sportovní novinář.
Některé zdroje uvádějí chybné datum narození (5.12.1908) a místo narození (Louňovice pod Blaníkem).

## Díla
- Barva Paříže
- Vánoční legenda z ghetta
- Žíznivá poutnice
- Tajemství emulze
- Krutá léta
- Večeře s vrahem
- KAFKA, František. Velký pražský rabi Jehuda Löw. Nová vyprávění z doby renesance. Praha: Kalich, 1994. ISBN 80-7017-816-7.